# Immersione in quota
Un'immersione in quota (o immersione ad alta quota) è un tipo di immersione ricreativa che si svolge ad un'altitudine differente dal livello del mare, tipicamente in montagna. L'esperienza d'alta quota è differente rispetto ad una normale immersione subacquea, dato che l'altezza altera la durata delle tappe di decompressione effettuate dal sub.

## Caratteristiche
Le principali caratteristiche di un'immersione in quota sono:
- l'altitudine, e quindi la minore pressione atmosferica, con conseguenze sulla programmazione;
- la minor temperatura dell'acqua, con conseguenze sull'attrezzatura;
- l'acqua dolce, che offre una minore spinta positiva rispetto all'acqua salata, con conseguenze sull'assetto.

## Spiegazione

### Pressione atmosferica
Ad alta quota, la pressione atmosferica è inferiore che al livello del mare; decresce infatti di 0,1 bar ogni 1000 metri di altezza.

### Saturazione dei tessuti
Per via della legge di Henry
effettuando la stessa immersione al livello del mare la pressione non sarà la stessa, e i tessuti del corpo non saranno saturati dai gas nello stesso modo.
In particolare in quota, già prima dell'immersione, ci sarà già un maggior grado di saturazione da azoto rispetto che a quota marina.

### Utilizzo delle tabelle di decompressione
| Profondità | Mare  | Lago a 2000 metri di altezza |
| ---------- | ----- | ---------------------------- |
| superficie | 1 bar | 0,8 bar                      |
| -10 m      | 2 bar | 1,8 bar                      |
| -40 m      | 5 bar | 4,8 bar                      |
| -50 m      | 6 bar | 5,8 bar                      |

Si nota quindi che la pressione sia sensibilmente differente. La desaturazione dai gas è direttamente proporzionale all'aumento della pressione e alla durata dell'esposizione. Le tabelle di decompressione sono previste per un uso in condizioni normali; in montagna è necessario utilizzare tabelle con una profondità cosiddetta equivalente.
Ad esempio, per un'immersione subacquea a 40 metri di profondità, a 2000 metri si dovrà considerare una immersione equivalente di 50 metri di profondità per la stessa durata.

### Strumentazione
I profondimetri, a seconda del modello, possono o meno fornire dati sfalsati in immersioni in quota. I computer subacquei prevedono spesso specifici programmi o funzionalità per gestire le immersioni in quota.

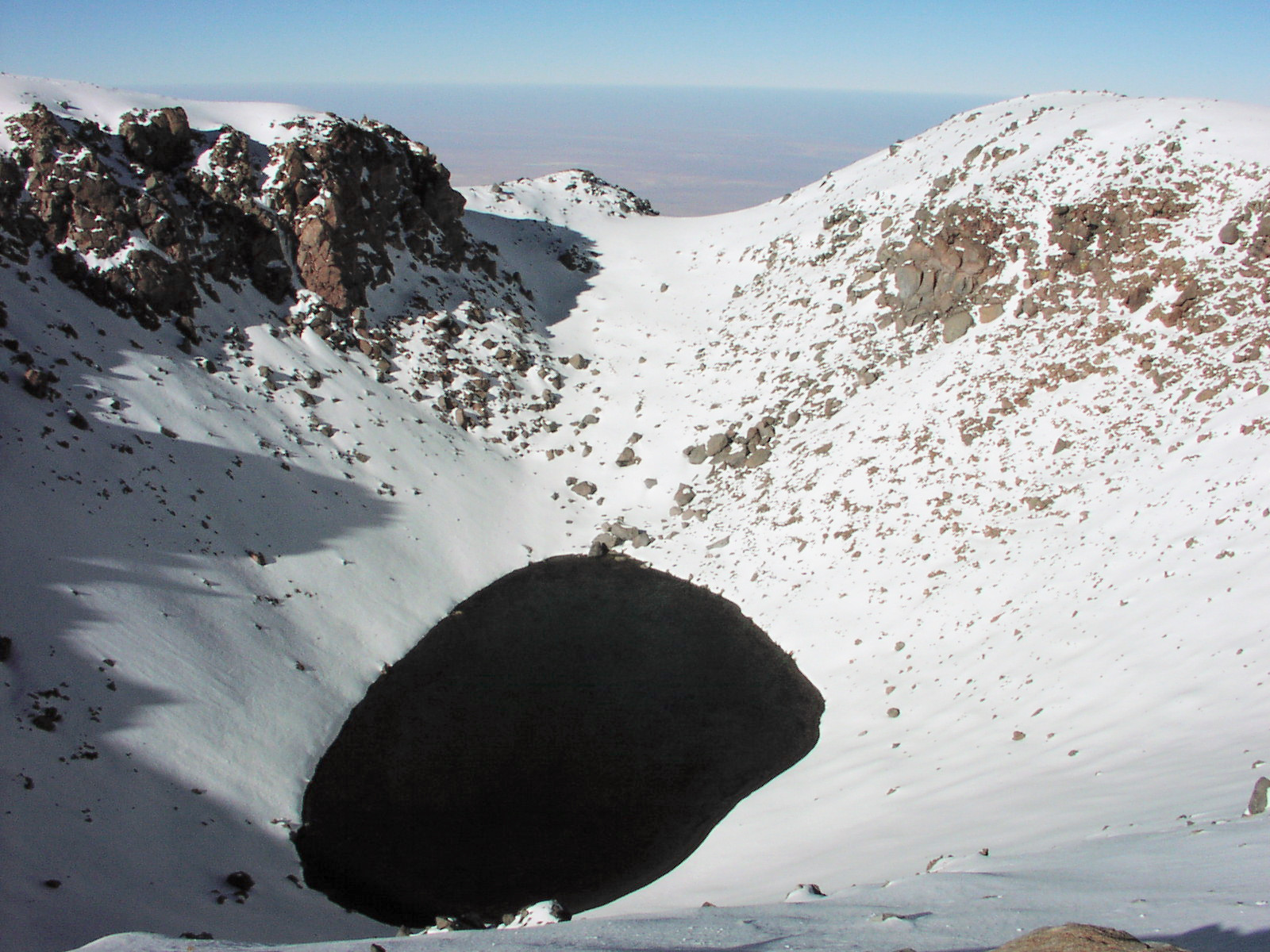
Lago Licancabur, luogo della più alta immersione in quota (5916m) fino al 2007.

## Record
L'immersione alla quota più alta mai effettuata è stata compiuta il 13 dicembre 2019 dal polacco Marcel Korkusche in una pozza sul vulcano Ojos del Salado a 6395 m s.l.m. Nel 1982 Johan Reinhard per delle ricerche archeologiche si era immerso nel lago Licancabur a quota 5916 m s.l.m.
La prima immersione, a livello mondiale, sotto ghiaccio e in quota, fu organizzata dall'Università di Genova ed effettuata il 20 luglio 1969 al Lago Miage in concomitanza con l'allunaggio. da 4 subacquei del Circolo Cacciatori Subacquei Mares di Bogliasco (GE) e 2 dei Vigili del Fuoco Sommozzatori di Genova. Nel laghetto del ghiacciaio del Miage, sul massiccio del Monte Bianco, i sommozzatori si immersero sotto controllo medico ed ECG per contribuire a ricerche mediche. I subacquei che si immersero sono: Giorgio Bergamo, Giulio Melegari, Enzo Zarafa e Gianni Risso in vesto di fotografo. Tutti indossavano mute umide da 6,5 mm. Sotto la direzione del Dottor Andrea Ravara, parteciparono all'eccezionale evento scientifico: il Dottor Ugo Fabris (reografo) il prof. Mario Trasino (laboratorista), il dott Pietro Schenone (elettrocardiologo), l'ing. Vincenzo Tagliasco  (bionico). Nell'acqua lattea e con temperatura prossima allo 0, furono praticate simultaneamente ai sub: elettrocardiografie, reografie periferiche del cranio e degli arti  mediante cavi coassiali del tutto simili  quelli che usavano gli astronauti. Appena riemersi tutti i sub furono sottoposti anche agli esami del sangue. Dalle ricerche effettuate scaturirono risultati molto interessanti che furono richiesti da istituti di ricerca di tutto il Mondo, compresi: Accademia delle Scienze dell'Unione Sovietica e NASA. La spedizione al Lago del Miage fu organizzata da Mario Polleri e Gianni Risso con la piena collaborazione del Comune di Courmayeur.